# Castro Pretorio (rione de Roma)

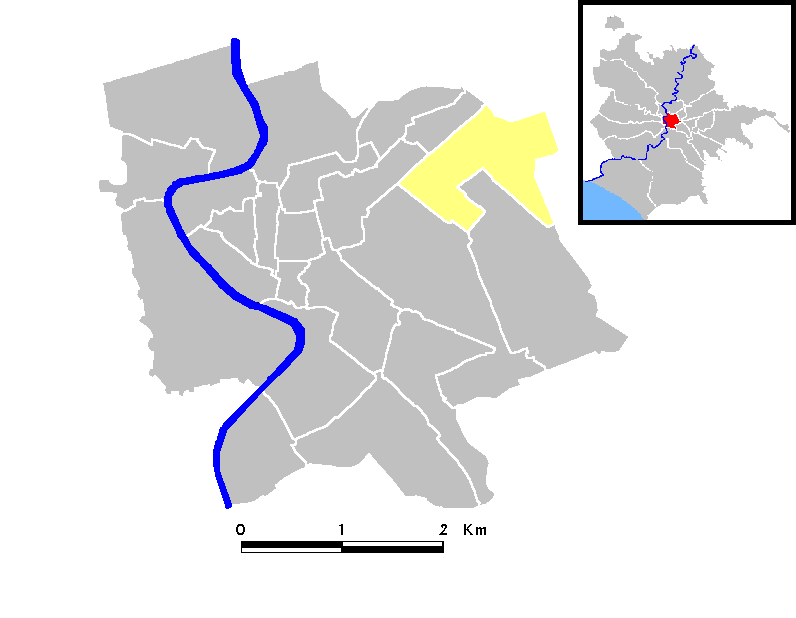
Mapa do Rione XVIII - Castro Pretorio.

Castro Pretorio  é um dos vinte e dois riones de Roma, oficialmente numerado como Rione XVIII, localizado no Municipio I. Seu nome é uma referência ao Castro Pretório, o quartel da guarda pretoriana durante o período imperial, que ficava na região.

## História
Durante o período imperial, o local era parte da Região VI - Alta Semita, um nome que deriva da via que cortava a região e que corresponde, grosso modo, à moderna Via XX Settembre. Na época, uma grande área do rione moderno, chamada de Campo Poluído (Campus Sceleratus), fora da Porta Colina, entre a Via XX Settembre e a Piazza della Independenza, era lúgubre e de má-reputação por ser o local onde se enterravam vivas as virgens vestais que desobedecessem seus votos de castidade. Era na Região VI também que ficava o Castro Pretório, depois incorporado na Muralha Aureliana. Ele consistia de alojamentos para a Guarda Pretoriana, criada por Tibério entre os anos 21 e 23. Posteriormente, entre 298 e 306, na área entre a Piazza della Repubblica, Piazza dei Cinquecento, via Volturno e Via XX Settembre foram construídas as gigantescas Termas de Diocleciano, cujas ruínas ainda são visíveis na via Cernaia e na Piazza dei Cinquecento, para servir à populosa área do monte Quirinal. As termas deixaram de funcionar em 537 por causa da interrupção dos aquedutos durante a Guerra Gótica.
A leste da Piazza dei Cinquecento está o "Áger Serviano", perto de onde ficava a Porta Viminal (destruída), cujos restos ainda estão visíveis à frente da Estação Termini. No rione ficavam duas outras portas de Roma demolidas, a Porta Colina e a Porta Nomentana, a primeira aparentemente ficava na Muralha Serviana e a segunda, na Muralha Aureliana.
Com a queda do Império Romano do Ocidente, a cidade começou a perder sua população e uma região periférica como Castro Pretorio, sem água corrente e insegura, foi uma das primeiras a serem abandonadas. Por séculos, a região manteve apenas as áreas residenciais perto das grandes igrejas, como Santa Prassede, Santa Pudenziana e Santa Maria Maggiore, graças aos mosteiros que abrigavam os monges e o clero que cuidavam delas.
O primeiro papa a voltar suas atenções para a região foi Pio IV, no século XVI, que abriu a Via Pia (moderna via XX Settembre - via Quirinale) e construiu a Porta Pia, no local onde a via se bifurcava. Depois, Michelangelo recebeu a encomenda do papa Paulo III Farnese para construir Santa Maria degli Angeli, reaproveitando, para a igreja e o convento, uma parte das ruínas das Termas de Diocleciano.
O verdadeiro promotor da urbanização do distrito, porém, foi o papa Sisto V Peretti, que construiu a strada Felice (moderna Via Sistina - via delle Quattro Fontane - Via de Pretis), uma via reta de dois quilômetros entre o obelisco de Trinità dei Monti, o Obelisco Esquilino, e Santa Croce in Gerusalemme, à qual deu seu próprio nome de batismo (em italiano:  Felice - "Félix").O mesmo aconteceu com o aqueduto Aqua Felice e a Fontana dell'Acqua Felice, perto de San Bernardo alle Terme, partes mais visíveis da obra que finalmente levou água corrente novamente às zonas altas da cidade (Esquilino, Monti, Quirinale e Capitólio). Como parte desta obra, Sisto V também construiu o famoso cruzamento conhecido como Quattro Fontane, onde a Via Sistina cruzava a Via Pia, criando um ponto de encontro onde os romanos se reuniam no verão (algo impensável atualmente) para aproveitar do "bom ar". Que a região era de grande interesse pessoal, o cardeal Peretti já havia demostrado antes de tornar-se papa, mandando construir uma grande villa no limite do Viminal, cujo jardim, decorado com fontes e portais, se estendia entre Santa Maria Maggiore e as modernas via Marsala e Via del Viminale.

No século XVII, os jesuítas que, voltando de missões no oriente, se assentaram na região deram-lhe o nome de Macao, uma denominação que perdurou até depois da Segunda Guerra Mundial e é hoje relembrada por uma rua no rione.
Com a chegada dos piemonteses, Castro Pretorio, assim como outros distritos surgidos depois da queda de Roma, foi durante atingido pela febre de novas construções no final do século XIX: surgiram imensos canteiros de obras para a construção de palácios ministeriais de estilo humbertino ao longo da via XX Settembre, como os ministérios do Tesouro e da Defesa, abriram-se grandes artérias viárias, como a Via Nazionale e a via Cavour, além da vasta Piazza dell'Indipendenza, com jardins no centro, a monumental Piazza della Repubblica, com sua Fontana delle Naiadi, e dois grandes palácios de pórticos saboiardo seguindo o formato das Termas, sobre a qual a praça foi construída. O objetivo foi também criar um núcleo original (o atual data de uma reconstrução completa no século XX) da Estação Termini.
São também deste período importantes e luxuosos hotéis, como o Hotel Quirinale e o Grand Hotel, e também o elegante Teatro Costanzi, hoje conhecido como Teatro dell'Opera. Na área onde ficava a demolida Villa Peretti Massimo foi construída, entre 1883 e 1886, o Palazzo Massimo alle Terme, na época para abrigar o Collegio Massimo e atualmente uma das sedes do Museu Nacional Romano. No local onde ficava o Castro Pretório romano, atualmente está o quartel "Castro Pretorio", sede do "Agrupamento Logístico Central do Exército Italiano", que pode se gabar de ser atualmente o quartel mais antigo do mundo em uso contínuo.

## Vias e monumentos
- Água Feliz
- Estação Termini
- Fontana dell'Acqua Felice
- Obelisco de Dogali
- Piazza dei Cinquecento
- Piazza dell'Indipendenza[1]

Brasão de Castro Pretorio: Estandarte de Roma, a águia de asas abertas em fundo vermelho.

- Piazza della Repubblica (Piazza Esedra)
  - Fontana delle Naiadi
- Porta Colina
- Porta Pia
- Porta Nomentana
- Via Cavour
- Via Nazionale
- Via delle Quattro Fontane
- Via XX Settembre

### Antiguidades romanas
- Castro Pretório
- Termas de Diocleciano

## Edifícios

### Palácios evillas
- Palazzo Albani Del Drago
- Palazzo Baracchini
- Palazzo Bourbon Artom
- Palazzo Calabresi
- Palazzo Caprara
- Palazzo della Cassa Depositi e Prestiti
- Palazzo del Corriere dello Sport
- Palazzo Esercito, sede do Ministério da Defesa
- Palazzo della Federconsorzi
- Palazzo delle Finanze
- Palazzo Giolitti
- Palazzo dei Marescialli
- Palazzo Massimo alle Terme
- Palazzo Nathan
- Villa Costaguti Torlonia (demolida)
- Villa Gentili
- Villa Montalto Peretti (demolida)
- Villino Centurini
- Villino Semiradski

### Outros edifícios
- Arco de Sisto V
- Biblioteca Nazionale Centrale di Roma‎
- Embaixada do Reino Unido em Roma
- Granário Clementino
- Granários Papais (Piazza della Repubblica e Via Parigi)
- Hotel San Remo
- Liceo Classico Pilo Albertelli
- Liceo Scientifico Statale Plinio Seniore
- Museu Nacional Romano das Termas de Diocleciano
- Museu Nacional Romano do Palazzo Massimo
- Teatro dell'Opera

### Igrejas
- San Bernardo alle Terme
- Santa Maria degli Angeli e dei Martiri
- Sacro Cuore di Gesù a Castro Pretorio
- Santissimo Rosario di Pompei

Igrejas demolidas
- San Caio
- San Ciriaco alle Terme di Diocleziano
- Sacra Famiglia a Via Sommacampagna
- Sant'Isidoro alle Terme
- San Norberto all'Esquilino
- Santa Teresa alle Quattro Fontane
- Santissima Incarnazione del Verbo Divino

Templos não-católicos
- Chiesa evangelica metodista
- San Nicola Taumaturgo (Ortodoxa russa)
- San Paolo dentro le Mura (Anglicana)